# Михайловськ (Нижньосергинський район)
Миха́йловськ (рос. Михайловськ) — місто у складі Нижньосергинського району Свердловської області. Адміністративний центр Михайловського міського поселення.

## Географія
Місто розташоване за 133 км від Єкатеринбургу, за 28 км від міста Нижні Серги та за 10 км від залізничної станції Михайловський Завод напрямку Чусовська-Дружинино-Бердяуш, з якою пов'язаний залізничною гілкою виробничого призначення. Знаходиться на правому березі річки Уфа.

## Історія
1805 року у гирлі річки Куби, притоці річки Серги, під керівництвом московського купця і промисловця Михайла Губіна почалося будівництво залізоробного заводу, який поклав початок сучасному місту. У серпні 1808 року робочі отримали перші пуди листового заліза. Новопобудованому заводу і розташованому в безпосередній близькості робітничому селищу було присвоєно ім'я його засновника і власника Михайла Губіна — Михайловський завод. Для виробництва заліза, головним чином покрівельного, використовувався чавун Атизького, Нижньосергинського і Верхньоуфалейского заводів. Готова продукція сплавлялася річкою Уфа в період паводку. Основним ринком збуту металу був Нижегородський ярмарок, а головними покупцями продукції Сергинських заводів були «Торговий дім Е. М. Мейер і К» та АТ «Кровля».
1860 року за три версти від Михайлівського заводу у селища Уфімка, була збудована Уральська паперова фабрика Ятес. Михайловське було одним з великих поселень в Красноуфімському повіті. Тут налічувалося до 11 тис. осіб, знаходилося волосна управа, декілька шкіл (в тому числі реміснича), лікарня, церква, близько 60 торговельних підприємств, численні промисли (шевський, пімокатний, ковальсько-слюсарний).
9 січня 1961 року селище Михайловське було перетворено в місто Михайловськ.

## Населення
Населення — 9852 особи (2010, 10538 у 2002).

## Персоналії
- Трошин Володимир Костянтинович (1926—2008) — радянський і російський співак, актор театру і кіно.